# Banayoyo
Banayoyo ist eine Stadtgemeinde in der philippinischen Provinz Ilocos Sur. Im Jahre 2015 zählte sie 7748 Einwohner. Banayoyo wurde 1912 zur Gemeinde ernannt.
Banayoyo ist in folgende 14 Baranggays aufgeteilt:
- Bagbagotot
- Banbanaal
- Bisangol
- Cadanglaan
- Casilagan Norte
- Casilagan Sur
- Elefante
- Guardia
- Lintic
- Lopez
- Montero
- Naguimba
- Pila
- Poblacion